# Aimen Dean
 (janvier 2023).
Pour les articles homonymes, voir Dean.
Aimen Dean (en arabe : ایمن دین) est une personnalité saoudienne d'origine bahreïnie[réf. nécessaire] née en 1978.
Membre du mouvement terroriste Al-Qaïda, il a rejoint en 1998 les services secrets britanniques du MI6 en tant qu'agent double,.

## Biographie
Aimen Dean est né en 1978 en Arabie saoudite.